# Europäischer Filmpreis 2021

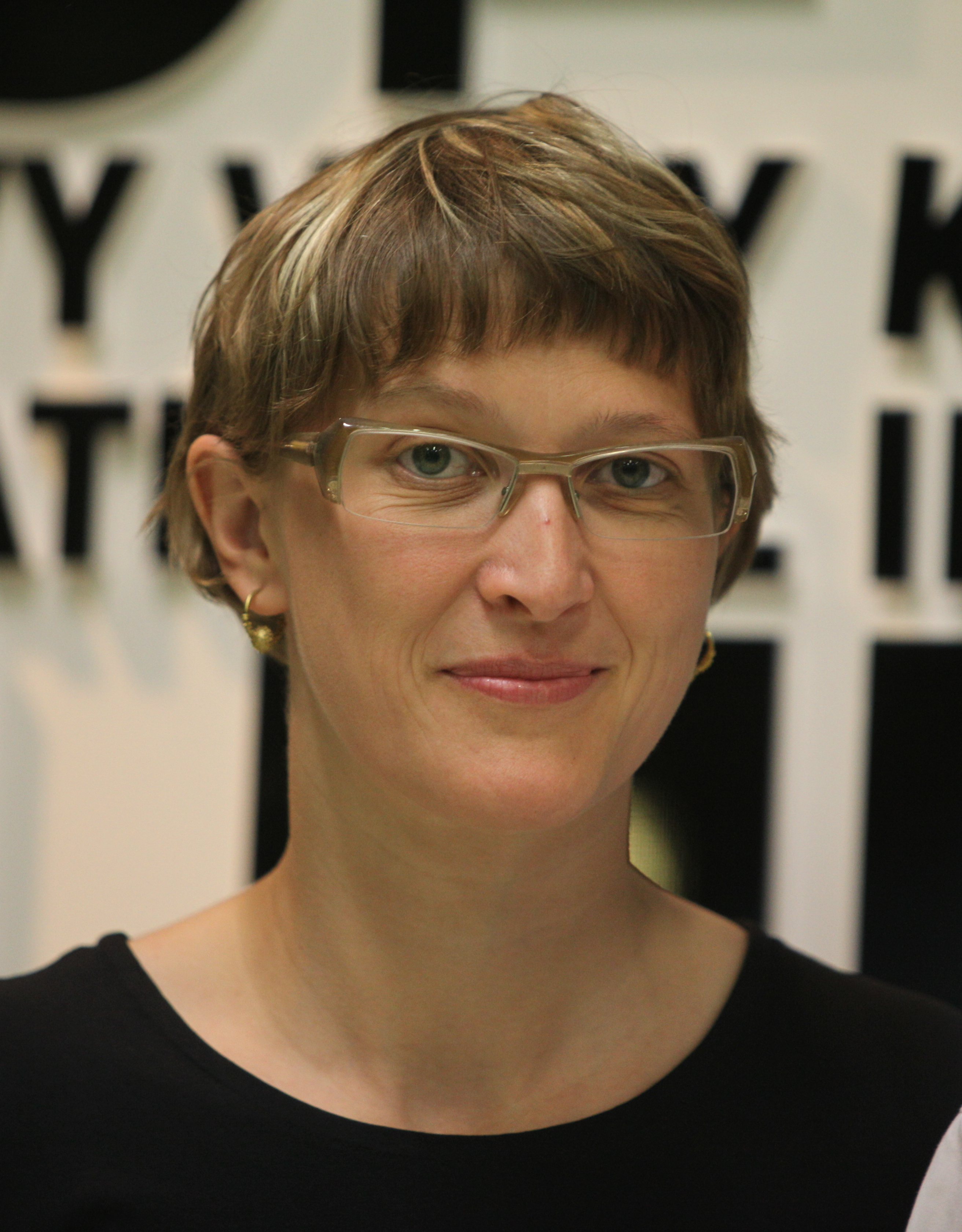
Jasmila Žbanić, Regisseurin des preisgekrönten Films Quo Vadis, Aida?

Die 34. Verleihung des Europäischen Filmpreises fand am 11. Dezember 2021 in Berlin statt. Der Preis wird von der Europäischen Filmakademie (EFA) vergeben. Veranstaltungsort war die Arena Berlin, während Annabelle Mandeng als Moderatorin ausgewählt wurde.
Aufgrund der COVID-19-Pandemie fand die Preisverleihung in hybrider Form und ohne Gäste statt. Als bester Film wurde das internationale Kriegsdrama Quo Vadis, Aida? von Jasmila Žbanić ausgezeichnet, das auch in den Kategorien Regie und Hauptdarstellerin erfolgreich war. Auf ebenfalls drei Preise in Nebenkategorien kam der animierte Dokumentarfilm Flee von Jonas Poher Rasmussen. Mit Ehrenauszeichnungen wurden die Filmemacherinnen Márta Mészáros und Susanne Bier prämiert.

## Preisträger und Nominierte
Die Nominierungen wurden am 9. November 2021 bekanntgegeben.
| Film                           | N | A |
| ------------------------------ | - | - |
| The Father                     | 4 | 2 |
| Quo Vadis, Aida?               | 4 | 3 |
| Titane                         | 4 | 0 |
| Abteil Nr. 6                   | 3 | 0 |
| The Hand of God                | 3 | 0 |
| Bad Luck Banging or Loony Porn | 2 | 0 |
| Der schlimmste Mensch der Welt | 2 | 0 |

### Bester europäischer Film
Quo Vadis, Aida? – Regie: Jasmila Žbanić
- Abteil Nr. 6 – Regie: Juho Kuosmanen
- The Father – Regie: Florian Zeller
- The Hand of God – Regie: Paolo Sorrentino
- Titane – Regie: Julia Ducournau

### Beste europäische Komödie
Ninjababy – Regie: Yngvild Sve Flikke
- The Morning After / Belle Fille – Regie: Méliane Marcaggi
- The People Upstairs / Sentimental – Regie: Cesc Gay

### Beste Regie
Jasmila Žbanić – Quo Vadis, Aida?
- Julia Ducournau – Titane
- Radu Jude – Bad Luck Banging or Loony Porn
- Paolo Sorrentino – The Hand of God
- Florian Zeller – The Father

### Beste Darstellerin
Jasna Đuričić – Quo Vadis, Aida?
- Seidi Haarla – Abteil Nr. 6
- Carey Mulligan – Promising Young Woman
- Renate Reinsve – Der schlimmste Mensch der Welt
- Agathe Rousselle – Titane

### Bester Darsteller
Anthony Hopkins – The Father
- Juri Borissow – Abteil Nr. 6
- Vincent Lindon – Titane
- Tahar Rahim – Der Mauretanier
- Franz Rogowski – Große Freiheit

### Bestes Drehbuch
Florian Zeller und Christopher Hampton – The Father
- Radu Jude – Bad Luck Banging or Loony Porn
- Paolo Sorrentino – The Hand of God
- Joachim Trier und Eskil Vogt – Der schlimmste Mensch der Welt
- Jasmila Žbanić – Quo Vadis, Aida?

### Jurypreise
Die Gewinner der sogenannten „Exellence Awards“ wurden am 16. November 2021 bekanntgegeben:
| Kategorie              | Preisträger                                                    |
| ---------------------- | -------------------------------------------------------------- |
| Beste Kamera           | Crystel Fournier – Große Freiheit                              |
| Bester Schnitt         | Mukharam Kabulova – Die Fäuste gelockert (Разжимая кулаки)     |
| Bestes Szenenbild      | Márton Ágh – Das Licht in den Birkenwäldern (Természetes fény) |
| Bestes Kostümbild      | Michael O’Connor – Ammonite                                    |
| Bestes Maskenbild      | Flore Masson, Olivier Afonso, Antoine Mancini – Titane         |
| Beste Filmmusik        | Nils Petter Molvær, Peter Brötzmann – Große Freiheit           |
| Bester Ton             | Gisle Tveito, Gustaf Berger – The Innocents                    |
| Beste visuelle Effekte | Peter Hjorth, Fredrik Nord – Lamb                              |

## Offizielle Auswahlliste – Spielfilme
Die Auswahlliste der Spielfilme wurde in zwei Teilen vorgestellt. Der erste Teil der Auswahlliste der Spielfilme wurde am 24. August 2021 veröffentlicht, der zweite Teil am 21. September 2021. Die vollständigen Nominierungen wurden am 9. November 2021 auf dem Europäischen Filmfestival von Sevilla bekanntgegeben.
| Film                                                        | Regie                                | Land | Darsteller (Auswahl) |
| ----------------------------------------------------------- | ------------------------------------ | --- | --- |
| 200 Meters                                                  | Ameen Nayfeh                         | Palästina, Italien, Schweden                                                                                 | Ali Suliman, Anna Unterberger, Lana Zreik, Gassan Abbas |
| A Chiara                                                    | Jonas Carpignano                     | Italien, Frankreich                                                                                          | Swamy Rotolo, Claudio Rotolo, Grecia Rotolo, Carmela Fumo, Giorgia Rotolo |
| Aheds Knie / Ahed’s Knee                                    | Nadav Lapid                          | Frankreich, Deutschland, Israel                                                                              | Avshalom Pollak, Nur Fibak |
| Annette                                                     | Leos Carax                           | Frankreich, Belgien, Deutschland, Mexiko, Japan                                                              | Adam Driver, Marion Cotillard, Simon Helberg |
| Ammonite                                                    | Francis Lee                          | UK | Kate Winslet, Saoirse Ronan, Fiona Shaw, Gemma Jones, James McArdle, Alec Secareanu                                                                                             |
| Apples / Mila                                               | Christos Nikou                       | Griechenland, Polen, Slowenien                                                                               | Aris Servetalis, Sofia Georgovasili |
| Assandira                                                   | Salvatore Mereu                      | Italien | Gavino Ledda, Anna König, Marco Zucca, Corrado Giannetti, Samuele Mei, Pierluigi Riccio, Alessandro Pala                                                                        |
| Bad Luck Banging or Loony Porn                              | Radu Jude                            | Rumänien, Luxemburg, Tschechien, Kroatien                                                                    | Katia Pascariu, Claudia Ieremia, Olimpia Malai, Nicodim Ungureanu, Alexandru Potocean, Andi Vasluianu                                                                           |
| Brother’s Keeper                                            | Ferit Karahan                        | Türkei, Rumänien                                                                                             | Samet Yildiz, Ekin Koç, Mahir Ipek, Nurullah Alaca |
| Abteil Nr. 6 / Hytti nro 6                                  | Juho Kuosmanen                       | Finnland, Russland, Estland, Deutschland                                                                     | Seidi Haarla, Yuriy Borisov |
| Conference                                                  | Iwan Twerdowski                      | Russland, Estland, UK, Italien                                                                               | Natalya Pavlenkova, Ksenia Zueva, Aleksandr Semchev, Olga Lapshina |
| Beginning / Dasazkisi                                       | Dea Kulumbegaschwili                 | Frankreich, Georgien                                                                                         | Ia Sukhitashvili, Rati Oneli, Kakha Kintsurashvili, Saba Gogichaishvili |
| Das Mädchen und die Spinne                                  | Ramon Zürcher, Silvan Zürcher        | Schweiz | Henriette Confurius, Liliane Amuat, Ursina Lardi, André M. Hennicke, Sabine Timoteo, Ivan Georgiev                                                                              |
| Der Masseur                                                 | Małgorzata Szumowska, Michał Englert | Polen, Deutschland                                                                                           | Alec Utgoff, Agata Kulesza, Maja Ostaszewska, Weronika Rosati |
| Der Mauretanier                                             | Kevin Macdonald                      | UK, USA, Südafrika                                                                                           | Tahar Rahim |
| Die Ausgrabung                                              | Simon Stone                          | UK | Carey Mulligan, Ralph Fiennes, Lily James, Johnny Flynn |
| Dorogie Tovarischi!                                         | Andrei Kontschalowski                | Russland | Julia Vysotskaya, Vladislav Komarov, Andrei Gusev |
| Fabian oder Der Gang vor die Hunde                          | Dominik Graf                         | Deutschland                                                                                                  | Tom Schilling, Saskia Rosendahl, Albrecht Abraham Schuch |
| Die Fäuste gelockert / Razzhimaya kulaki                    | Kira Kowalenko                       | Russland | Milana Aguzarova |
| Gaza mon amour                                              | Arab Nasser, Tarzan Nasser           | Frankreich, Deutschland, Portugal, Palästina                                                                 | Salim Daw, Hiam Abbass |
| Große Freiheit                                              | Sebastian Meise                      | Österreich, Deutschland                                                                                      | Franz Rogowski, Georg Friedrich |
| Eine gute Mutter / Bonne mère                               | Hafsia Herzi                         | Frankreich                                                                                                   | Halima Benhamed, Sabrina Benhamed, Jawed Hannachi Herzi |
| The Hand of God                                             | Paolo Sorrentino                     | Italien | Filippo Scotti |
| Hammamet                                                    | Gianni Amelio                        | Italien | Pierfrancesco Favino |
| Helden der Wahrscheinlichkeit                               | Anders Thomas Jensen                 | Dänemark, Schweden                                                                                           | Mads Mikkelsen, Nikolaj Lie Kaas, Lars Brygmann, Nicolas Bro, Andrea Heick Gadeberg, Gustav Lindh                                                                               |
| Here We Are / Hine Anachnu                                  | Nir Bergman                          | Israel, Italien                                                                                              | Shai Avivi, Noam Imber |
| Hive                                                        | Blerta Basholli                      | Kosovo, Schweiz, Nordmazedonien, Albanien                                                                    | Yllka Gashi, Çun Lajçi, Aurita Agushi, Kumrije Hoxha, Adriana Matoshi |
| Ich bin dein Mensch                                         | Maria Schrader                       | Deutschland                                                                                                  | Maren Eggert, Dan Stevens, Sandra Hüller, Hans Löw |
| The Innocents                                               | Eskil Vogt                           | Norwegen | Rakel Lenora Fløttum, Alva Brynsmo Ramstad, Sam Ashraf, Mina Yasmin Bremseth Asheim                                                                                             |
| Das Ereignis                                                | Audrey Diwan                         | Frankreich                                                                                                   | Anamaria Vartolomei, Luana Bajrami, Kacey Mottet-Klein, Louise Orry-Diquero |
| Luzzu                                                       | Alex Camilleri                       | Malta | Jesmark Scicluna, Michela Farrugia, David Scicluna |
| Night of the Kings / La Nuit des Rois                       | Philippe Lacôte                      | Frankreich, Elfenbeinküste, Kanada, Senegal                                                                  | Koné Bakary, Steve Tientcheu, Laetitia Ky, Denis Lavant |
| Nowhere Special                                             | Uberto Pasolini                      | Italien, Rumänien, UK                                                                                        | James Norton, Daniel Lamont, Eileen O’Higgins |
| Oasis / Oaza                                                | Ivan Ikić                            | Serbien, Slowenien, Niederlande, Bosnien und Herzegowina, Frankreich                                         | Marijana Novakov, Tijana Markovic, Valentino Zenuni, Goran Bogdan, Marusa Majer                                                                                                 |
| Petite Maman – Als wir Kinder waren / Petite Maman          | Céline Sciamma                       | Frankreich                                                                                                   | Joséphine Sanz, Gabrielle Sanz, Stéphane Varupenne, Nina Meurisse, Margot Abascal                                                                                               |
| Petrov’s Flu                                                | Kirill Serebrennikow                 | Russland | Semyon Serzin, Chulpan Khamatova, Yuri Kolokolnikov, Ivan Dorn, Yulia Peresild, Yuriy Borisov                                                                                   |
| Pleasure                                                    | Ninja Thyberg                        | Schweden, Frankreich, Niederlande                                                                            | Sofia Kappel, Revika Anne Reustle, Evelyn Claire, Chris Cock, Dana DeArmond, Kendra Spade, Jason Toler                                                                          |
| Promising Young Woman                                       | Emerald Fennell                      | USA, UK | Carey Mulligan, Bo Burnham, Alison Brie, Clancy Brown, Jennifer Coolidge, Laverne Cox, Chris Lowell, Molly Shannon, Connie Britton                                              |
| Quo Vadis, Aida?                                            | Jasmila Žbanić                       | Bosnien und Herzegowina, Österreich, Niederlande, Frankreich, Polen, Norwegen, Deutschland, Rumänien, Türkei | Jasna Đuričić |
| Forest – I See You Everywhere / Rengeteg – mindenhol látlak | Benedek Fliegauf                     | Ungarn | Lilla Kizlinger, Juli Jakab, Zsolt Végh, Péter Fancsikai |
| Supernova                                                   | Harry Macqueen                       | UK | Colin Firth, Stanley Tucci |
| Das Licht in den Birkenwäldern / Természetes fény           | Dénes Nagy                           | Ungarn, Deutschland, Lettland, Frankreich                                                                    | Ferenc Szabó, László Bajkó, Tamás Garbacz, Gyula Francziy |
| The Belly of the Sea / El Ventre del Mar                    | Agustí Villaronga                    | Spanien | Roger Casamajor, Oscar Kapoya |
| The Fam / Le Mif                                            | Fred Baillif                         | Schweiz | Claudia Grob, Anais Uldry, Kassia Da costa, Joyce Esther Ndayisenga, Amelie Tonsi, Charlie Areddy, Sara Tulu                                                                    |
| The Father                                                  | Florian Zeller                       | UK, Frankreich                                                                                               | Anthony Hopkins, Olivia Colman |
| The Macaluso Sisters / Le sorelle Macaluso                  | Emma Dante                           | Italien | Viola Pusateri, Eleonora De Luca, Simona Malato, Susanna Piraino, Serena Barone, Maria Rosaria Alati, Anita Pomario, Donatella Finocchiaro, Ileana Rigano, Alissa Maria Orlando |
| The Whaler Boy / Kitoboy                                    | Filipp Jurjew                        | Russland, Polen, Belgien                                                                                     | Vladimir Onokhov, Vladimir Lyubimtsev, Kristina Asmus |
| Der schlimmste Mensch der Welt                              | Joachim Trier                        | Norwegen, Frankreich, Dänemark, Schweden                                                                     | Renate Reinsve, Anders Danielsen Lie, Herbert Nordrum |
| Titane                                                      | Julia Ducournau                      | Frankreich, Belgien                                                                                          | Agathe Rousselle, Vincent Lindon, Garance Marillier, Laïs Salameh |
| Tove                                                        | Zaida Bergroth                       | Finnland, Schweden                                                                                           | Alma Pöysti, Krista Kosonen, Shanti Roney |
| Und morgen die ganze Welt                                   | Julia von Heinz                      | Deutschland                                                                                                  | Mala Emde, Luisa-Céline Gaffron, Andreas Lust, Noah Saavedra, Tonio Schneider                                                                                                   |
| Márta sucht János                                           | Lili Horvát                          | Ungarn | Natasa Stork, Viktor Bodó, Benett Vilmányi |
| Was sehen wir, wenn wir zum Himmel schauen?                 | Alexandre Koberidse                  | Deutschland, Georgien                                                                                        | Ani Karseladse, Giorgi Botschorischwili |

## Weitere Preise

### Bester Kurzfilm
Die eingereichten Kurzfilme wurden von unabhängigen Jurys bei europäischen Filmfestivals ausgewählt. Aus diesen wurden fünf Kurzfilme nominiert.
Nanu Tudor von Olga Lucovnicova, Sarajevo
- Bella von Thelyia Petraki, Vienna Shorts
- Pa vend / Displaced von Samir Karahoda, Cannes
- Easter Eggs von Nicolas Keppens, Berlin
- In Flow of Words von Eliane Esther Bots, Locarno

Weitere Beiträge (Auswahlliste)
- The News von Lorin Terezi, International Short Film Festival of Cyprus
- Push This Button If You Begin to Panic von Gabriel Böhmer, Riga International Film Festival
- Maalbeek von Ismaël Joffroy Chandoutis, Uppsala
- The Martyr von Fernando Pomares, Valladolid
- Dustin von Naïla Guiguet, Winterthur
- Blue Fear von Marie Jacotey und Lola Halifa-Legrand, Cork
- Precious von Paul Mas, Black Nights Film Festival – PÖFF Shorts
- Marlon Brando von Vincent Tilanus, Leuven International Short Film Festival
- Beyond is the Day von Damian Kocur, Clermont-Ferrand
- Flowers Blooming in Our Throats von Eva Giolo, Rotterdam
- Mission: Hebron von Rona Segal, Tampere
- The Natural Death of a Mouse von Katharina Huber, Go Short – International Short Film Festival Nijmegen
- Hide von Daniel Gray, Krakau
- Minnen von Kristin Johannessen, Hamburg
- Vo von Nicolas Gourault, Vila do Conde
- Armadila von Gorana Jovanović, Motovun
- The Long Goodbye von Aneil Karia, OFF – Odense International Film Festival
- Fall of the Ibis King von Mikai Geronimo & Josh O’Caoimh, Venedig
- Zonder Meer von Meltse Van Coillie, Encounters Film Festival
- Nha Sunhu von José Magro, Drama International Short Film Festival

### Bester Dokumentarfilm
Am 24. August 2021 wurde eine Auswahlliste von 15 Dokumentarfilmen präsentiert, die auf fünf nominierte Beiträge reduziert wurde. Aus diesen wählen die Mitglieder der Europäischen Filmakademie den späteren Preisträger aus.
Flee – Regie: Jonas Poher Rasmussen (Dänemark, Schweden, Frankreich, Norwegen)
- Babi Yar. Context – Regie: Sergei Loznitsa (Niederlande, Ukraine)
- Herr Bachmann und seine Klasse – Regie: Maria Speth (Deutschland)
- The Most Beautiful Boy in the World – Regie: Kristina Lindström, Kristian Petri (Schweden)
- Taming the Garden – Regie: Salomé Jashi (Schweiz, Deutschland, Georgien)

Weitere Beiträge (Auswahlliste)
- A New Shift / Nová šichta – Regie: Jindřich Andrš (Tschechien)
- A Song Called Hate – Regie: Anna Hildur Hildibrandsdóttir (Island)
- All-In – Regie: Volkan Üce (Belgien, Niederlande, Frankreich)
- Gorbatschow. Paradies – Regie: Witali Manski (Lettland, Tschechien)
- Les Enfants Terribles – Regie: Ahmet Necdet Cupur (Frankreich, Türkei, Deutschland)
- The Banality of Grief – Regie: Jon Bang Carlsen (Dänemark)
- The First 54 Years: An Abbreviated Manual for Military Occupation – Regie: Avi Mograbi (Frankreich, Deutschland, Finnland, Israel)
- The Other Side of the River – Regie: Antonia Kilian (Deutschland, Finnland)
- The Rain Will Never Stop – Regie: Alina Horlowa (Ukraine, Lettland, Deutschland, Katar)
- Wir (Nous) – Regie: Alice Diop (Frankreich)

### Bester Animationsfilm
Flee – Regie: Jonas Poher Rasmussen (Dänemark, Schweden, Frankreich, Norwegen)
- The Ape Star (Apstjärnan) – Regie: Linda Hambäck (Schweden, Norwegen, Dänemark)
- Im Himmel ist auch Platz für Mäuse (Myši patří do nebe) – Regie: Denisa Grimmová, Jan Bubenícek (Tschechien, Frankreich, Polen, Slowakei)
- Wo ist Anne Frank (Where Is Anne Frank) – Regie: Ari Folman (Belgien, Luxemburg, Israel, Niederlande, Frankreich)
- Wolfwalkers – Regie: Tomm Moore, Ross Stewart (Irland, Luxemburg, Frankreich)

### Bester Erstlingsfilm(„Europäische Entdeckung – Prix FIPRESCI“)
Promising Young Woman – Regie: Emerald Fennell (USA, UK)
- Beginning – Regie: Dea Kulumbegaschwili (Frankreich, Georgien)
- Lamb – Regie: Valdimar Jóhannsson (Island, Schweden, Polen)
- Un monde – Regie: Laura Wandel (Belgien)
- Pleasure – Regie: Ninja Thyberg (Schweden, Niederlande, Frankreich)
- The Whaler Boy – Regie: Filipp Jurjew (Russland, Polen, Belgien)

Die sechs Nominierungen für das beste europäische Spielfilmdebüt wurden am 12. Oktober 2021 bekanntgegeben.

### Koproduzentenpreis – Prix Eurimages
Maria Ekerhovd

### Innovatives Storytelling
- Steve McQueen für Small Axe[17]

### EFA Young Audience Award
Der 10. Europäische Kinderfilmpreis (EFA Young Audience Award) wurde im April 2021 bekanntgegeben.
The Crossing – Regie: Johanne Helgeland (Norwegen)
Pinocchio – Regie: Matteo Garrone (Italien, Frankreich)
Wolfwalkers – Regie: Tomm Moore und Ross Stewart (Irland, Luxemburg, Frankreich)

### European University Film Award(EUFA)
Flee – Regie: Jonas Poher Rasmussen
- Apples – Regie: Christos Nikou[19]
- Das Ereignis (L’événement) – Regie: Audrey Diwan
- Große Freiheit – Regie: Sebastian Meise
- Quo Vadis, Aida? – Regie: Jasmila Žbanić

## Ehrenpreise

### Preis für ein Lebenswerk
Márta Mészáros, ungarische Regisseurin und Drehbuchautorin

### Beste europäische Leistung im Weltkino
Susanne Bier, dänische Regisseurin und Drehbuchautorin